# Avocado Heights
Avocado Heights és una concentració de població designada pel cens dels Estats Units a l'estat de Califòrnia. Segons el cens del 2000 tenia 15.148 habitants.

## Demografia
Segons el cens del 2000, Avocado Heights tenia 15.148 habitants, 3.758 habitatges, i 3.280 famílies. La densitat de població era de 2.190,5 habitants/km².
Dels 3.758 habitatges en un 45,6% hi vivien nens de menys de 18 anys, en un 66% hi vivien parelles casades, en un 14,2% dones solteres, i en un 12,7% no eren unitats familiars. En el 9,7% dels habitatges hi vivien persones soles el 3,8% de les quals corresponia a persones de 65 anys o més que vivien soles. El nombre mitjà de persones vivint en cada habitatge era de 4 i el nombre mitjà de persones que vivien en cada família era de 4,16.
Per edats la població es repartia de la següent manera: un 30,9% tenia menys de 18 anys, un 10,9% entre 18 i 24, un 29,5% entre 25 i 44, un 20% de 45 a 60 i un 8,7% 65 anys o més.
L'edat mediana era de 30 anys. Per cada 100 dones de 18 o més anys hi havia 97,5 homes.
La renda mediana per habitatge era de 48.712 $ i la renda mediana per família de 48.939 $. Els homes tenien una renda mediana de 30.837 $ mentre que les dones 26.481 $. La renda per capita de la població era de 14.570 $. Entorn del 13,2% de les famílies i el 16,3% de la població estaven per davall del llindar de pobresa.

## Poblacions més properes
El següent diagrama mostra les poblacions més properes.